# نریسوپام
نریسوپام (انگلیسی: Nerisopam) دارویی از مشتقات ۲،۳ بنزودیازپین مربوط به توفیسوپام است. این دارو دارای اثرات ضد اضطراب و نورولپتیک قوی در کارآزمایی جانوری است.